# 1960 w muzyce
Wydarzenia muzyczne w 1960 roku.

## Wydarzenia
- 14 stycznia – Elvis Presley zostaje promowany na sierżanta w armii USA.
- 5 marca – Elvis Presley wraca do domu ze służby w armii.
- 20 kwietnia – Elvis Presley przyjeżdża do Hollywood pierwszy raz od przyjazdu z Niemiec aby zagrać w filmie G.I. Blues.
- 22 czerwca –  Z inicjatywy Franciszka Walickiego powstał zespół Czerwono-Czarni.
- 1 sierpnia – The Beatles debiutuje w Hamburgu w Niemczech w składzie: John Lennon, Paul McCartney, George Harrison, Stuart Sutcliffe na gitarze basowej i Pete Best na perkusji.

## Urodzili się
- 4 stycznia – Michael Stipe, amerykański wokalista, autor tekstów, producent muzyczny i filmowy, lider zespołu R.E.M.
- 5 stycznia
  - Beata Dąbrowska, polska dyrygent chóru, dr hab. sztuk muzycznych, profesor nadzwyczajny UMCS (zm. 2016)
  - Teresa Kruczek, polska muzykolog, autorka opracowań muzycznych do filmów fabularnych i dokumentalnych
- 8 stycznia – Dave Weckl, amerykański perkusista jazzowy
- 9 stycznia – Bruno Romani, włoski saksofonista i flecista jazzowy (zm. 2025)
- 21 stycznia – Jacek Wójcicki, polski aktor, śpiewak (tenor)
- 22 stycznia – Michael Hutchence, australijski wokalista i autor tekstów australijskiej grupy INXS (zm. 1997)
- 25 stycznia – Rinaldo Alessandrini, włoski klawesynista, pianista, organista
- 26 stycznia – María Rivas, wenezuelska piosenkarka (zm. 2019)
- 2 lutego – Blair Tindall, amerykańska oboistka (zm. 2023)
- 5 lutego – Roger Tapping, angielski altowiolista (zm. 2022)
- 7 lutego
  - Steve Bronski, szkocki klawiszowiec, perkusista, gitarzysta i wokalista, członek zespołu Bronski Beat (zm. 2021)
  - Urszula Kasprzak, polska wokalistka „Urszula”
- 8 lutego – Stu Hamm, amerykański gitarzysta basowy, kompozytor, producent muzyczny
- 9 lutego – Holly Johnson, angielski muzyk; wokalista i autor tekstów Frankie Goes to Hollywood
- 11 lutego – Konrad Mastyło, polski muzyk, kompozytor, pianista, organista, pedagog
- 15 lutego – Roman Kostrzewski, polski muzyk, wokalista i autor tekstów, członek zespołów Kat, Alkatraz oraz Kat & Roman Kostrzewski (zm. 2022)
- 17 lutego – Dariusz Smolarek, polski ksiądz pallotyn, muzykolog
- 18 lutego – Gazebo, właśc. Paul Mazzolini, włoski piosenkarz gatunku italo disco
- 19 lutego – Momčilo Bajagić Bajaga, serbski muzyk rockowy, kompozytor, wokalista i autor tekstów
- 21 lutego – Krzysztof Jaryczewski, polski muzyk rockowy, kompozytor, założyciel, lider i pierwszy wokalista zespołu Oddział Zamknięty
- 22 lutego – Marek Kościkiewicz, polski muzyk, wokalista, kompozytor i autor tekstów; współzałożyciel zespołu De Mono
- 28 lutego
  - Andrzej Adamiak, polski gitarzysta basowy, kompozytor i autor tekstów, lider zespołu Rezerwat (zm. 2020)
  - Angela McCluskey, szkocka piosenkarka, autorka tekstów (zm. 2024)
- 29 lutego – Khaled, właśc. Chalid Hadżdż Ibrahim, algierski wokalista, autor tekstów i multiinstrumentalista
- 1 marca – Jacek Kruczek, polski dziennikarz muzyczny, kompozytor, muzyk
- 7 marca – Doogie White, szkocki wokalista rockowy, muzyk zespołu Rainbow
- 9 marca – Lily Afshar, irańska gitarzystka klasyczna (zm. 2023)
- 10 marca – Uwe Fahrenkrog-Petersen, niemiecki producent muzyczny, kompozytor i klawiszowiec
- 14 marca – Lidia Pospieszalska, polska wokalistka jazzowa
- 15 marca – Mus Mujiono, indonezyjski muzyk jazzowy, gitarzysta i wokalista
- 16 marca – Henryk Jan Botor, polski kompozytor, dyrygent, organista i pedagog
- 17 marca – Zbigniew Kozub, polski kompozytor, profesor sztuk muzycznych
- 19 marca
  - Eliane Elias, brazylijska pianistka jazzowa, aranżerka i autorka piosenek
  - Pepe Justicia, hiszpański gitarzysta flamenco (zm. 2024)
- 24 marca – Nena, właśc. Gabriele Kerner, niemiecka wokalistka
- 26 marca – Grzegorz Brzozowicz, polski dziennikarz muzyczny
- 30 marca – Robert Jaszewski, polski gitarzysta basowy
- 3 kwietnia
  - Arjen Lucassen, holenderski neo-progresywny muzyk rockowy, multiinstrumentalista, kompozytor
  - Erik Truffaz, francuski trębacz jazzowy
- 6 kwietnia
  - Warren Haynes, amerykański gitarzysta rockowy i bluesowy, wokalista i autor piosenek
  - John Pizzarelli, amerykański gitarzysta i wokalista jazzowy
  - Marek Torzewski, polski śpiewak operowy (tenor)
- 22 kwietnia – Mirosław Olszówka, polski aktor, mim, reżyser, menadżer zespołów Voo Voo i Osjan, producent widowisk i koncertów (zm. 2010)
- 23 kwietnia
  - Steve Clark, brytyjski gitarzysta Def Leppard (zm. 1991)
  - Barry Douglas, brytyjski pianista i dyrygent
- 26 kwietnia – Sidney Corbett, amerykański kompozytor i pedagog
- 3 maja – Jaron Lanier, amerykański informatyk, kompozytor i futurolog
- 4 maja – Beata Kozidrak, polska wokalistka zespołu Bajm
- 6 maja – Dariusz Tokarzewski, polski piosenkarz i kompozytor, członek zespołu Vox
- 10 maja – Bono, właśc. Paul David Hewson, irlandzki wokalista, kompozytor, członek grupy rockowej U2
- 16 maja – Lovebug Starski, amerykański raper (zm. 2018)
- 18 maja – Tyka Nelson, amerykańska piosenkarka, siostra Prince’a (zm. 2024)
- 22 maja – Ted Kirkpatrick, amerykański muzyk trash metalowy (zm. 2022)
- 24 maja
  - Paul McCreesh, brytyjski dyrygent
  - Guy Fletcher, brytyjski muzyk rockowy, gitarzysta, klawiszowiec, kompozytor, producent muzyczny, muzyk sesyjny, od 1985 członek Dire Straits
- 25 maja
  - Majka Jeżowska, polska wokalistka
  - Wallace Roney, amerykański trębacz jazzowy (zm. 2020)
- 27 maja
  - Bryony Brind, angielska tancerka baletowa (zm. 2015)
  - Bogdan Precz, polski akordeonista i kompozytor (zm. 1996)
- 1 czerwca
  - António Chagas Rosa, portugalski kompozytor i pedagog
  - Leszek Skrla, polski śpiewak operowy (baryton), profesor sztuk muzycznych, pedagog wokalny
- 5 czerwca
  - Jarosław Małys, polski pianista jazzowy, aranżer, kompozytor, pedagog (zm. 2023)
  - Sławomir Pietrzak, polski gitarzysta rockowy
- 6 czerwca – Steve Vai, amerykański wirtuoz gitary, kompozytor, producent muzyczny
- 8 czerwca – Mick Hucknall, brytyjski muzyk, wokalista Simply Red
- 23 czerwca – Jan Pogány, polski kompozytor, wiolonczelista, dyrygent
- 24 czerwca – Siedah Garrett, amerykańska wokalistka i autorka piosenek
- 25 czerwca – Andrzej Cudzich, polski kontrabasista jazzowy, kompozytor (zm. 2003)
- 28 czerwca – Howie Pyro, amerykański basista punkrockowy (zm. 2022)
- 29 czerwca – Mariusz Bogdanowicz, polski kontrabasista jazzowy, kompozytor i aranżer, publicysta, pedagog, producent i wydawca fonograficzny
- 3 lipca – Vince Clarke, właśc. Vincent John Martin, angielski muzyk (Depeche Mode, Yazoo, Erasure)
- 7 lipca – Dodo Zakaria, indonezyjski muzyk, kompozytor, aranżer i pianista (zm. 2007)
- 14 lipca – Michal David, czeski piosenkarz i kompozytor
- 17 lipca – Dawn Upshaw, amerykańska sopranistka
- 18 lipca – Ireneusz „Jeżyk” Wereński, polski gitarzysta basowy
- 23 lipca – Susan Graham, amerykańska śpiewaczka operowa (mezzosopran)
- 24 lipca
  - Stefan Błaszczyński, polski flecista, członek zespołu Brathanki i kabaretu Loch Camelot
  - Lora Szafran, polska wokalistka jazzowa
- 27 lipca – Conway Savage, australijski pianista jazzowy, członek zespołu Nick Cave and the Bad Seeds (zm. 2018)
- 30 lipca – Dave Riley, amerykański basista rockowy, muzyk zespołu Big Black (zm. 2019)
- 1 sierpnia
  - Chuck D, właśc. Carlton Ridenhour, amerykański raper
  - Justyna Holm, polska poetka, autorka tekstów piosenek, także kompozytor, pianistka i piosenkarka
- 3 sierpnia
  - Anna-Maria Rawnopolska-Dean, bułgarska kompozytorka, harfistka i pedagog
  - Katarzyna Suska, polska śpiewaczka (mezzosopran)
- 6 sierpnia – Edmund Stasiak, polski gitarzysta rockowy
- 7 sierpnia – Jacquie O’Sullivan, Bananarama
- 10 sierpnia – Mark Stewart, angielski wokalista punkrockowy, muzyk zespołu The Pop Group (zm. 2023)
- 14 sierpnia – Sarah Brightman, angielska wokalistka i aktorka
- 16 sierpnia – Franz Welser-Möst, austriacki dyrygent
- 20 sierpnia – Chris Whitley, amerykański piosenkarz i kompozytor (zm. 2005)
- 23 sierpnia – Wolfgang Plagge, norweski pianista, kompozytor i pedagog
- 25 sierpnia – Marciano Cantero, argentyński piosenkarz, basista i klawiszowiec rockowy (zm. 2022)
- 26 sierpnia
  - Jim Beard, amerykański pianista jazzowy, kompozytor i producent (zm. 2024)
  - Branford Marsalis, amerykański saksofonista i kompozytor jazzowy
- 28 sierpnia – Joanna Woś, polska śpiewaczka (sopran koloraturowy)
- 29 sierpnia – Tony MacAlpine, amerykański muzyk i kompozytor, wirtuoz gitary elektrycznej, a także pianista i skrzypek
- 4 września – Kim Thayil, amerykański muzyk rockowy, gitarzysta i kompozytor
- 5 września – Karita Mattila, fińska śpiewaczka operowa (sopran)
- 7 września – Brad Houser, amerykański gitarzysta basowy, saksofonista i klarnecista (zm. 2023)
- 8 września – Aimee Mann, amerykańska gitarzystka rockowa, basistka, piosenkarka
- 9 września – Urmas Sisask, estoński kompozytor muzyki chóralnej i poważnej (zm. 2022)
- 16 września – Ean Evans, amerykański gitarzysta basowy (zm. 2009)
- 18 września
  - Nils Petter Molvær, norweski trębacz jazzowy i kompozytor
  - Petrică Mâţu Stoian, rumuński piosenkarz (zm. 2021)
- 25 września – Uli Rennert, austriacki muzyk jazzowy, kompozytor i pedagog (zm. 2021)
- 28 września – Jennifer Rush, amerykańska piosenkarka popowa
- 29 września
  - Eini, fińska piosenkarka
  - Bill Rieflin, amerykański muzyk i kompozytor, multiinstrumentalista, znany głównie jako perkusista (zm. 2020)
- 6 października – Jeff Trachta, amerykański aktor teatralny i telewizyjny, wokalista
- 7 października – Kyōsuke Himuro, japoński muzyk rockowy i piosenkarz
- 9 października
  - Ottavio Dantone, włoski dyrygent i klawesynista
  - Kenny Garrett, amerykański saksofonista jazzowy
  - Marin Mazzie, amerykańska aktorka i piosenkarka (zm. 2018)
- 17 października – Bernie Nolan, irlandzka wokalistka znana z grupy The Nolans (zm. 2013)
- 19 października – Dan Woodgate, brytyjski muzyk, perkusista brytyjskiego zespołu ska poprockowego Madness
- 25 października – Pavel Helebrand, czeski kompozytor
- 27 października – Oleg Bryjak, niemiecki śpiewak operowy pochodzenia kazachskiego (bas-baryton) (zm. 2015)
- 3 listopada
  - Matthew Ashman, brytyjski gitarzysta (zm. 1995)
  - James Prime, szkocki pianista, muzyk zespołu Deacon Blue (zm. 2025)
- 5 listopada – Rinat Ibragimow, rosyjsko-tatarski kontrabasista muzyki klasycznej (zm. 2020)
- 12 listopada – Maurane, właśc. Claudine Luypaerts, belgijska wokalistka (zm. 2018)
- 17 listopada – RuPaul, właśc. RuPaul Andre Charles, amerykański aktor, piosenkarz i model
- 18 listopada – Kim Wilde, angielska piosenkarka
- 25 listopada – Amy Grant, amerykańska wokalistka
- 2 grudnia – Rick Savage, amerykański muzyk hardrockowy, basista zespołu Def Leppard
- 5 grudnia
  - Tomasz Kordeusz, polski autor tekstów i wykonawca autorskich ballad, także kompozytor piosenek i muzyki ilustracyjnej
  - Jack Russell, amerykański muzyk rockowy, wokalista zespołu Great White (zm. 2024)
- 11 grudnia – Dan Einstein, amerykański niezależny producent płytowy (zm. 2022)
- 12 grudnia
  - Q Lazzarus, amerykańska piosenkarka (zm. 2022)
  - Jaap van Zweden, holenderski dyrygent i skrzypek
- 13 grudnia – Trey Gunn, amerykański muzyk rockowy i jazzowy, wirtuoz gitary basowej, chapman stick oraz warr guitar
- 23 grudnia
  - Missa Johnouchi, japońska kompozytorka, pianistka, dyrygentka i śpiewaczka
  - Christine Panjaitan, indonezyjska piosenkarka
  - Andrzej Wiśniowski, polski gitarzysta i kompozytor; lider grupy RSC

## Zmarli
- 5 stycznia – Jakob van Domselaer, holenderski kompozytor (ur. 1890)
- 12 stycznia – Carlos di Sarli, argentyński muzyk tanga, dyrygent orkiestry tanga, kompozytor i pianista (ur. 1903)
- 18 stycznia – Gladys Bentley(inne języki), amerykańska wokalistka bluesowa (ur. 1907)
- 19 stycznia – Faustyn Kulczycki, polski kompozytor, dyrygent i pedagog (ur. 1894)
- 24 stycznia – Edwin Fischer, szwajcarski pianista i dyrygent (ur. 1886)
- 25 stycznia – Rutland Boughton, angielski kompozytor (ur. 1878)
- 2 lutego – Jenő Huszka, węgierski kompozytor operetkowy (ur. 1875)
- 3 lutego – Fred Buscaglione, włoski piosenkarz, muzyk i tekściarz (ur. 1921)
- 9 lutego – Ernst von Dohnányi, węgierski pianista, kompozytor i dyrygent (ur. 1877)
- 12 lutego – Aleksander Drzewiecki, polski skrzypek, trębacz, powstaniec wielkopolski (ur. 1897)
- 4 marca – Leonard Warren, amerykański śpiewak operowy (baryton) (ur. 1911)
- 30 marca – Joseph Haas, niemiecki kompozytor (ur. 1879)
- 10 kwietnia – Arthur Benjamin, australijski kompozytor, pianista, dyrygent i pedagog (ur. 1893)
- 15 kwietnia – Jerzy Koszutski, polski muzyk i sportowiec; aranżer, dyrygent, pianista, kompozytor, także kolarz, olimpijczyk (ur. 1905)
- 17 kwietnia
  - Eddie Cochran, amerykański piosenkarz, gitarzysta i kompozytor (ur. 1938)
  - Kazimierz Jurdziński, polski kompozytor, organista i pedagog (ur. 1894)
- 25 kwietnia – Ilmari Krohn, fiński kompozytor i muzykolog (ur. 1867)
- 3 maja – Milan Zuna, czeski dyrygent (ur. 1881)
- 6 maja – Pál Ábrahám, węgierski kompozytor operetkowy (ur. 1892)
- 8 maja – Hugo Alfvén, szwedzki kompozytor, dyrygent, skrzypek i malarz (ur. 1872)
- 14 maja – Lucrezia Bori, hiszpańska śpiewaczka operowa (sopran) (ur. 1887)
- 8 lipca – Werner Meyer-Eppler, niemiecki elektroakustyk, prekursor muzyki elektronicznej (ur. 1913)
- 9 lipca – Edward Burlingame Hill, amerykański kompozytor muzyki poważnej (ur. 1872)
- 11 lipca – Tadeusz Kwieciński, polski muzyk, dyrygent, kompozytor (ur. 1903)
- 25 lipca
  - Désiré Defauw, amerykański dyrygent i skrzypek pochodzenia belgijskiego (ur. 1885)
  - Wanda Kossakowa, polska pianistka, pedagog muzyczna (ur. 1879)
- 26 lipca – Váša Příhoda, czeski skrzypek i pedagog (ur. 1900)
- 4 sierpnia – Artur Tadeusz Müller, polski kompozytor, pianista, dyrygent (ur. 1893)
- 9 sierpnia – Louis Cahuzac, francuski klarnecista i kompozytor (ur. 1880)
- 28 sierpnia – Anton Lajovic, słoweński kompozytor (ur. 1878)
- 3 września – Joseph Lamb, amerykański kompozytor muzyki ragtime (ur. 1887)
- 8 września – Oscar Pettiford, amerykański kontrabasista jazzowy (ur. 1922)
- 9 września – Jussi Björling, szwedzki śpiewak operowy (tenor) (ur. 1911)
- 12 września – Dino Borgioli, włoski tenor (ur. 1891)
- 13 września – Leó Weiner, węgierski kompozytor (ur. 1885)
- 25 września – Paweł Bojakowski, polski kompozytor, dyrygent i nauczyciel muzyki (ur. 1879)
- 2 października – Konstanty Tadeusz Szulc, polski skrzypek, profesor gry skrzypcowej i muzyki kameralnej, pierwszy koncertmistrz Państwowej Opery im. Stanisława Moniuszki (ur. 1890)
- 12 października – Joseph Gregor, austriacki pisarz i librecista, teatrolog i muzykolog (ur. 1888)
- 19 października – Günter Raphael, niemiecki kompozytor (ur. 1903)
- 25 października – José Padilla Sánchez, hiszpański kompozytor i pianista (ur. 1889)
- 2 listopada – Dimitri Mitropoulos, grecki dyrygent, pianista, kompozytor (ur. 1896)
- 5 listopada – Johnny Horton, amerykański piosenkarz country (ur. 1925)
- 1 grudnia – Witold Szpingier, polski śpiewak operowy (bas) (ur. 1903)
- 4 grudnia – Walter Goehr, niemiecki kompozytor (ur. 1903)
- 7 grudnia
  - Clara Haskil, rumuńska pianistka (ur. 1895)
  - Jaap Kunst, holenderski etnomuzykolog (ur. 1891)
- 10 grudnia – Mado Robin, francuska śpiewaczka operowa (sopran) (ur. 1918)

## Albumy
- polskie
- zagraniczne
  - How the West Was Won – Bing Crosby, Rosemary Clooney, Sam Hinton oraz Jimmie Driftwood
  - Join Bing and Sing Along – Bing Crosby
  - Bing & Satchmo – Bing Crosby i Louis Armstrong
  - Songs of Christmas – Bing Crosby
  - This Time I’m Swingin’! – Dean Martin
  - Bells Are Ringing – Judy Holliday i Dean Martin
  - Sketches of Spain – Miles Davis
  - Change of the Century – Ornette Coleman
  - GI Blues – Elvis Presley
  - Genius of Ray Charles – Ray Charles
  - Giant Steps – John Coltrane
  - Joan Baez – Joan Baez
  - Les Enfants du Pirée – Dalida
  - Mack the Knife – Ella in Berlin – Ella Fitzgerald
  - More Songs by Ricky  – Ricky Nelson
  - Nice ’n’ Easy – Frank Sinatra
  - String Along  – The Kingston Trio
  - This Is Brenda  – Brenda Lee
  - Where the Boys Are – Connie Francis

## Muzyka poważna

### Kompozycje
- Lukas Foss – Concerto for Improvising Instruments
- Lukas Foss – Time Cycle
- Roman Maciejewski – Requiem, Missa pro defunctis
- Krzysztof Penderecki – Quartetto per archi

### Wydarzenia
- VI Międzynarodowy Konkurs Pianistyczny im. Fryderyka Chopina

## Opera
- Benjamin Britten ukończył operę Midsummer Night’s Dream
- Lukas Foss ukończył operę Introductions and Good-Byes, premiera 5 maja 1960, w Nowym Jorku

## Film muzyczny
- Flaming Star – (Elvis Presley)
- G.I. Blues – (Elvis Presley)

## Nagrody
- Konkurs Piosenki Eurowizji 1960
  - „Tom Pillibi”, Jacqueline Boyer